# Triestina Hockey 1975
Questa voce raccoglie le informazioni riguardanti l'Unione Sportiva Triestina Hockey nelle competizioni ufficiali della stagione 1975.

## Maglie e sponsor
Lo sponsor ufficiale per la stagione 1975 fu la Levrette.
| 1ª divisa |

## Rosa
| N° | Naz.              | Ruolo | Sportivo       |  |  |  |
| -- | ----------------- | ----- | -------------- |  |  |  |
| ?  | Italia (bandiera) | E     | Franco Cervo   |  |  |  |
| ?  | Italia (bandiera) | E     | Furlani        |  |  |  |
| ?  | Italia (bandiera) | E     | Maurizio Kalik |  |  |  |
| ?  | Italia (bandiera) | E     | Luci           |  |  |  |
| ?  | Italia (bandiera) | P     | Enzo Mari      |  |  |  |
| ?  | Italia (bandiera) | E     | Flavio Perok   |  |  |  |
| ?  | Italia (bandiera) | E     | Roberto Pockay |  |  |  |
| ?  | Italia (bandiera) | E     | Giuseppe Prinz |  |  |  |
| ?  | Italia (bandiera) | E     | Roselli        |  |  |  |

- Allenatore: ?